# Igreja do Sagrado Coração de Becora
A Igreja do Sagrado Coração de Jesus  é a igreja paroquial católica do Suco Becora (posto administrativo de Cristo Rei), no leste da capital de Timor-Leste,  Díli. A igreja fica no lado sul da Avenida de Becora, no noroeste da Aldeia Becusi Centro. O salão paroquial da paroquia situa-se do outro lado da rua na Aldeia Maucocomate.
A paroquia foi fundada em 1965  como a terceira de Díli. 
No dia 21 de novembro de 2021, o Dom Virgílio do Carmo da Silva inaugurou a atual igreja, que substituiu o antigo prédio. O novo edifício começou em 2013. Custou US$ 2,1 milhões.  Uma estátua de Jesus ergue-se acima do portal da igreja e duas torres flanqueiam a entrada.

## Galeria

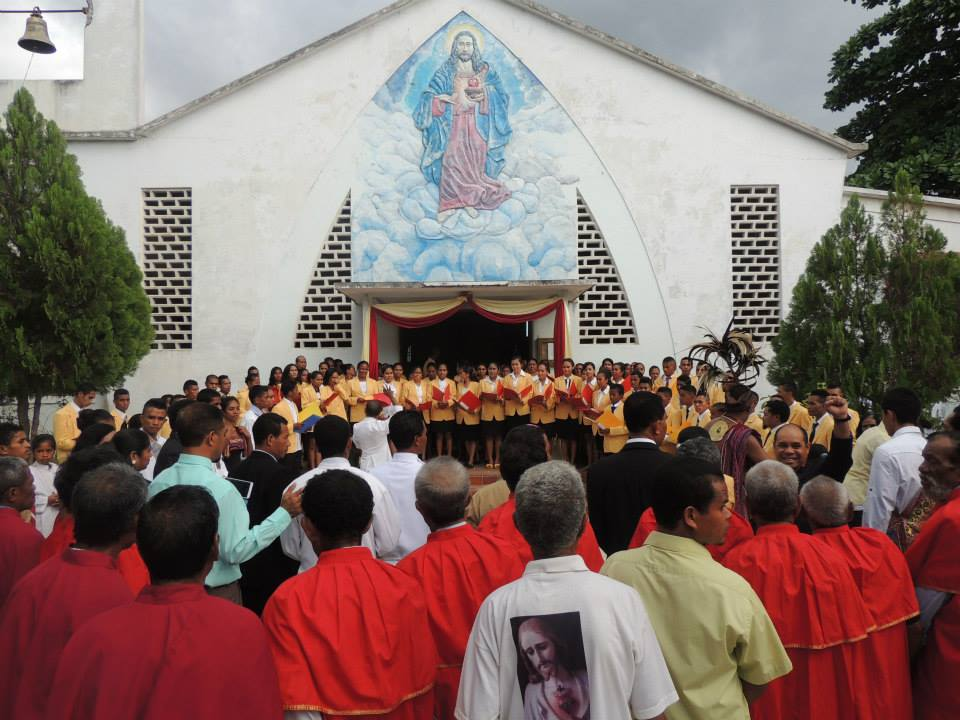
Antigo edifício da Igreja do Sagrado Coração de Becora para a celebração dos 50 anos da freguesia em 2015
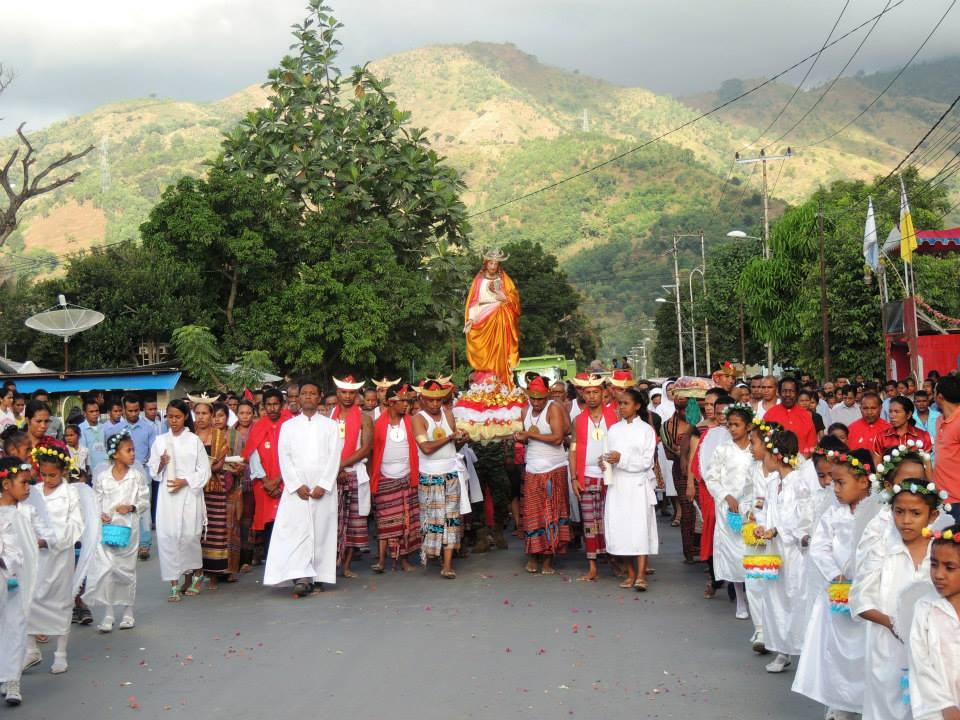
Procissão em 2015
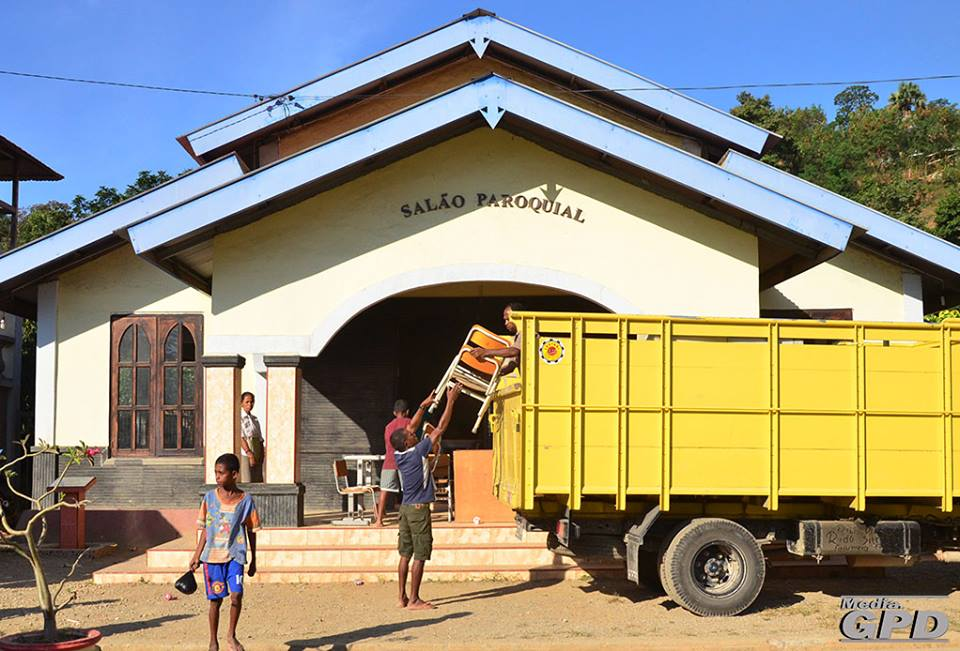
O salão paroquial